# ویدلیزبک
شهر ویدلیزبک  در بخش واژان در ایالت برن در کشور سوئیس واقع شده‌است که ۲٬۲۰۰ نفر  جمعیت دارد.